# Anton Bogov
Anton Bogov, ruski baletnik, * 17. julij 1975, Omsk, Sovjetska zveza.

## Življenjepis
Svoje baletno šolanje je začel v Moskvi, zaključil pa ga je v Alma-Ati v Kazahstanu. V času svojega šolanja je že nastopal na številnih šolskih prireditvah in gledaliških predstavah.
Po baletnem tekmovanju leta 1993 v Moskvi se je začelo njegovo uspešno mednarodno uveljavljanje. V tem letu se zaposli v Mednarodnem baletnem gledališču Ochi v Nagoji na Japonskem kjer je še danes stalni gostujoči baletnik.
Že v letu 1994 se priključi baletnemu ansamblu Opere in baleta SNG v Mariboru, kjer ustvarja še danes. V letu 1996 je zaradi svojih kvalitet postal eden vidnejših solistov baletnega ansambla. Leta 1998 je dobil slovensko državljanstvo.
Danes je Anton Bogov prvi solist mariborskega baleta, kot gost pa nastopa tudi z drugimi ansambli, med katerimi so SNG Ljubljana, Opera Graz, Avstrija, Hrvaško narodno gledališče Zagreb, Hrvaška, Narodno gledališče Praga, Češka, Mednarodo baletno gledališče Ochi, Nagoja, Japonska, Gledališče Atlanta, Georgia, ZDA in na mnogih mednarodnih festivalih širom sveta.
S svojim obsežnim znanjem klasičnega baletnega plesaleca pa najde motive za ustvarjanje tudi v delih s sodobnejšo koreografijo.

## Vloge
- princ Siegfried, Labodje jezero
- princ, Hrestač
- John, Grk Zorba
- Giselle
- Ana Karenina
- Silfide in Navihanka
- Trnuljčica
- Don Kihot
- Bajadera
- Karmen
- Don Kihot in Silfide
- Coppelia
- Jevgenij Onjegin

## Priznanja
- Na mnogih mednarodnih baletnih tekmovanjih (Moskva, Seul, Ljubljana, Budimpešta, Varna, Nagoja, Luxembourg, Šanghaj) je med letoma 1995 in 2004 prejemal visoke nagrade za izvrstno tehniko, najboljše partnerstvo in celotni umetniški vtis. Sledila so priznanja za delo tudi doma:
- strokovna nagrada Lydie Wisiakove, Društvo baletnih umetnikov Slovenije, 2005
- Glazerjevo priznanje, Mestna občina Maribor, 2006
- nagrada Prešernovega sklada, Prešernov sklad, 2007